# Comics de Buffy contre les vampires
Les Comics de Buffy contre les vampires sont une collection de comics basés sur la série télévisée Buffy contre les vampires et Angel édité par Dark Horse Comics.
Tous les comics sont canoniques à l’exception de Buffy Classic Comics.
En 2018, il est annoncé qu'après vingt ans d'exploitation par Dark Horse Comics, la licence de Buffy sera transférée BOOM! Studios. Le premier numéro de la toute nouvelle série sort en janvier 2019.

## Dark Horse Comics (1998-2018)

### Buffy

#### Buffy Contre Les Vampires, Saison 8
Suite de la saison 7 de la série télévisée Buffy.

#### Buffy Contre Les Vampires, Saison 9
La saison 9 est composée de Buffy contre les vampires (25 numéros), Angel & Faith (25 numéros), Spike: A dark place (5 numéros) et Willow: Wonderland (5 numéros).

#### Buffy Contre Les Vampires, Saison 10
La Saison 10 débute en mars 2014, se passant 6 mois après les événements de la saison 9.

#### Buffy Contre Les Vampires, Saison 11
La Saison 11 a débuté en 2017 et se déroule quelques mois après la fin de la Saison 10. Cette saison ne comporte que 12 numéros contrairement aux 3 autres séries de comics qui comportaient en moyenne 22 numéros. Dans cette saison, le groupe doit faire face dès le départ à une apocalypse et doivent faire face aux conséquences engendrées ainsi qu'à un groupe capable d'absorber la magie et les pouvoirs démoniaques pour en faire une arme surpuissante.

#### Buffy Contre Les Vampires, Saison 12
La Saison 12 débute en juin 2018 et se compose de 4 épisodes. Elle se déroule 1 an après les évènements de la Saison 11. Ainsi on y apprend que le groupe a passé 1 an loin des forces du mal. C'est à l'occasion d'une fête donnée par Alex et Dawn que des visages familiers frappent à la porte obligeant Buffy et ses amis à reprendre du service. Devant affronter une horde de vampires, Wolfram & Hart et un vampire du futur appelé Harth, Buffy se retrouve piégée dans une faille temporelle qui pourrait bien mettre un terme à la lignée des Tueuses.
Fray, la Tueuse du futur fait une apparition. Angel, Faith et Illyria font également leur grand retour dans cette saison. Cette Saison 12 est la dernière de la série. Elle sert d'épilogue.

### Spike

#### Spike - Into the Light
L'album est sorti le 16 juillet 2014 aux États-Unis, il est écrit par James Marsters.
L'histoire se déroule durant la saison 7 de Buffy contre les vampires et met Spike face à son âme.

### Angel

#### After the fall
Suite de la saison 5 de la série télévisée Angel.

#### First Night
Suite de la saison 5 de la série télévisée Angel.

### Chroniques des Tueuses de vampires

#### Tome 1: Tales of the Slayers
Tales of Slayers raconte des instantanés de Tueuses à travers l'histoire, de la première Slayer à Melaka Fray.

#### Tome 2: Tales of the Vampires
Tales of the Vampires raconte la formation d'observateurs d'une dizaine d'enfants à qui un vampire raconte des histoires.

## BOOM! Studios (depuis 2019)

### Buffy contre les vampires (2019), Angel + SpikeetWillow
La nouvelle série lancée en janvier 2019 par Boom! Studios éditée en français par Panini Comics. C'est un reboot de la série qui retourne aux origines du personnage, au lycée de Sunnydale sans continuité avec la série et les comics précédents. Elle reprend cependant sans ambiguïté le physique des acteurs de la série.

#### Numéros[4],[5],[6]
| Numéro                                         | Date de sortie      | Scénario                        | Illustration                  |
| ---------------------------------------------- | ------------------- | ------------------------------- | ----------------------------- |
| Buffy the Vampire Slayer #1                    | 23 janvier 2019     | Jordie Bellaire                 | Dan Mora                      |
| Buffy the Vampire Slayer #2                    | 27 février 2019     | Jordie Bellaire                 | Dan Mora                      |
| Buffy the Vampire Slayer #3                    | 13 mars 2019        | Jordie Bellaire                 | Dan Mora                      |
| Buffy the Vampire Slayer #4                    | 17 avril 2019       | Jordie Bellaire                 | Dan Mora                      |
| Angel, Prologue                                | 17 avril 2019       | Bryan Edward Hill               | Gleb Melnikov                 |
| Frenemies                                      | 4 mai 2019          | Jordie Bellaire                 | Dan Mora, Serg Acuña          |
| Angel #1                                       | 21 mai 2019         | Bryan Edward Hill               | Gleb Melnikov                 |
| Buffy the Vampire Slayer #5                    | 5 juin 2019         | Jordie Bellaire                 | David López                   |
| Angel #2                                       | 26 juin 2019        | Bryan Edward Hill               | Gleb Melnikov                 |
| Buffy the Vampire Slayer #6                    | 3 juillet 2019      | Jordie Bellaire                 | David López                   |
| Angel #3                                       | 31 juillet 2019     | Bryan Edward Hill               | Gleb Melnikov                 |
| Buffy the Vampire Slayer #7                    | 7 août 2019         | Jordie Bellaire                 | David López, Sas Milledge     |
| Angel #4                                       | 28 août 2019        | Bryan Edward Hill               | Gleb Melnikov                 |
| Buffy the Vampire Slayer #8, Hellmouth Prelude | 4 septembre 2019    | Jordie Bellaire                 | David López                   |
| Angel #5, Hellmouth                            | 25 septembre 2019   | Bryan Edward Hill               | Gleb Melnikov                 |
| Hellmouth, Part One                            | 9 octobre 2019      | Jordie Bellaire, Jeremy Lambert | Eleonora Carlini              |
| Angel #6, Hellmouth                            | 23 octobre 2019     | Bryan Edward Hill               | Gleb Melnikov                 |
| Buffy the Vampire Slayer #9, Hellmouth         | 6 novembre 2019     | Jordie Bellaire                 | David López                   |
| Hellmouth, Part Two                            | 13 novembre 2019    | Jordie Bellaire, Jeremy Lambert | Eleonora Carlini              |
| Angel #7, Hellmouth                            | 27 novembre 2019    | Bryan Edward Hill               | Gleb Melnikov                 |
| Buffy the Vampire Slayer #10, Hellmouth        | 4 décembre 2019     | Jordie Bellaire                 | David López                   |
| Hellmouth, Part Three                          | 11 décembre 2019    | Jordie Bellaire, Jeremy Lambert | Eleonora Carlini              |
| Angel #8, Hellmouth                            | 18 décembre 2019    | Bryan Edward Hill               | Gleb Melnikov                 |
| Buffy the Vampire Slayer #11, Hellmouth        | 8 janvier 2020      | Jordie Bellaire                 | David López                   |
| Hellmouth, Part Four                           | 15 janvier 2020     | Jordie Bellaire, Jeremy Lambert | Eleonora Carlini              |
| Buffy the Vampire Slayer #12, Hellmouth        | 5 février 2020      | Jordie Bellaire                 | David López                   |
| Hellmouth, Part Five                           | 12 février 2020     | Jordie Bellaire, Jeremy Lambert | Eleonora Carlini, Marco Renna |
| Angel + Spike #9                               | 26 février 2020     | Bryan Edward Hill               | Gleb Melnikov                 |
| Buffy the Vampire Slayer #13                   | 4 mars 2020         | Jordie Bellaire                 | Rosemary Valero-O'Connell     |
| Angel + Spike #10                              | 25 mars 2020        | Bryan Edward Hill               | Gleb Melnikov                 |
| Buffy the Vampire Slayer #14                   | 20 mai 2020         | Jordie Bellaire                 | Julian Lopez                  |
| Angel + Spike #11                              | 24 juin 2020        | Bryan Edward Hill               | Gleb Melnikov                 |
| Buffy the Vampire Slayer #15                   | 1er juillet 2020    | Jordie Bellaire                 | Ramon Bachs                   |
| Willow #1 You Don't Have to go                 | 8 juillet 2020      | Mariko Tamaki                   | Natach Bustos                 |
| Angel + Spike #12                              | 22 juillet 2020     | Bryan Edward Hill               | Gleb Melnikov                 |
| Buffy the Vampire Slayer #16                   | 5 août 2020         | Jordie Bellaire                 | Ramon Bachs                   |
| Willow #2 Belong                               | 12 août 2020        | Mariko Tamaki                   | Natasha Bustos                |
| Angel + Spike #13                              | 26 août 2020        | Adam Smith                      | Piotr Kowalski                |
| Buffy the Vampire Slayer #17                   | 2 septembre 2020    | Jordie Bellaire, Jeremy Lambert | Andrés Genolet                |
| Willow #3 The Best Bean                        | 9 septembre 2020    | Mariko Tamaki                   | Natacha Bustos                |
| Angel + Spike #14                              | 23 septembre 2020   | Zac Thompson                    | Hayden Sherman                |
| Buffy the Vampire Slayer #18                   | 7 octobre 2020      | Jordie Bellaire, Jeremy Lambert | Ramon Bachs                   |
| Willow #4 The Thread                           | 14 octobre 2020     | Mariko Tamaki                   | Natacha Bustos                |
| Angel + Spike #15                              | 28 octobre 2020     | Zac Thompson                    | Hayden Sherman                |
| Buffy the Vampire Slayer #19                   | 4 novembre 2020     | Jordie Bellaire, Jeremy Lambert | Ramon Bachs                   |
| Willow #5 Stay                                 | 18 novembre 2020    | Mariko Tamaki                   | Natacha Bustos                |
| Angel + Spike #16                              | 25 novembre 2020    | Zac Thompson                    | Hayden Sherman                |
| Buffy the Vampire Slayer #20                   | 2 décembre 2020     | Jordie Bellaire, Jeremy Lambert | Ramon Bachs                   |
| Buffy the Vampire Slayer #21                   | 6 janvier 2021      | Jordie Bellaire, Jeremy Lambert | Ramon Bachs                   |
| Buffy the Vampire Slayer #22                   | 3 février 2021      | Jordie Bellaire, Jeremy Lambert | Ramon Bachs                   |
| Faith                                          | 24 février 2021     | Jeremy Lambert                  | Eleonora Carlini              |
| Buffy the Vampire Slayer #23                   | 3 mars 2021         | Jeremy Lambert                  | Ramon Bachs                   |
| Conversations with (Vexing) Dead People        | 9 mars 2021         | Jeremy Lambert                  | Andrés Genolet                |
| Buffy the Vampire Slayer #24                   | 7 avril 2021        | Jeremy Lambert                  | Ramon Bachs                   |
| Buffy the Vampire Slayer #25                   | 12 mai 2021         | Jeremy Lambert                  | Valentina Pinti               |
| Buffy the Vampire Slayer #26                   | 2 juin 2021         | Jeremy Lambert                  | Marianna Ignazzi              |
| Tea Time                                       | 30 juin 2021        | Mirka Andolfo                   | Siya Oum                      |
| Buffy the Vampire Slayer #27                   | 7 juillet 2021      | Jeremy Lambert                  | Carmelo Zagaria               |
| Buffy the Vampire Slayer #28                   | 4 août 2021         | Jeremy Lambert                  | Valentina Pinti               |
| Buffy the Vampire Slayer #29                   | 1er septembre 2021  | Jeremy Lambert                  | Marianna Ignazzi              |
| Aughi and Camazotz in: Birthday Brew           | 1er semptembre 2021 | Jeremy Lambert                  | French Carlomagno             |
| Buffy the Vampire Slayer #30                   | 6 octobre 2021      | Jeremy Lambert                  | Marianna Ignazzi              |
| Buffy the Vampire Slayer #31                   | 17 novembre 2021    | Jeremy Lambert                  | Marianna Ignazzi              |
| Buffy the Vampire Slayer #32                   | 1er décembre 2021   | Jeremy Lambert                  | Marianna Ignazzi              |
| Buffy the Vampire Slayer #33                   | 5 janvier 2022      | Jeremy Lambert                  | Valentina Pinti               |
| Buffy the Vampire Slayer #34                   | 2 février 2022      | Jeremy Lambert                  | Marianna Ignazzi              |
| We are the Slayer: Epilogue                    | 30 mars 2022        | Jeremy Lambert                  | Claudia Balboni               |
| Sunnydale Yearbook                             | 7 mai 2022          |                                 |                               |
| Buffy '97                                      | 29 juin 2022        | Jeremy Lambert                  | Marianna Ignazzi              |

#### Publications en tomes
| Tome                                                    | Titre original           | Date de parution originale | Titre français                      | Date de parution en France | Numéros                                                         |
| ------------------------------------------------------- | ------------------------ | -------------------------- | ----------------------------------- | -------------------------- | --------------------------------------------------------------- |
| Buffy contre les vampires Tome 1                        | High School Is Hell      | 8 mai 2019                 | L'enfer du lycée                    | 15 janvier 2020            | Buffy the Vampire Slayer (1-4)                                  |
| Angel Tome 1                                            | Being Human              | 25 septembre 2019          |                                     |                            | Angel (0-4)                                                     |
| Buffy contre les vampires Tome 2                        | Once Bitten              | 19 février 2020            | Vampire un jour...                  | 12 août 2020               | Buffy the Vampire Slayer (5-8)                                  |
| Buffy contre les vampires Tome 3                        | From Beneath You         | 10 juin 2020               | En dessous de toi                   | 17 février 2021            | Buffy the Vampire Slayer (9-12)                                 |
| Angel Tome 2                                            | City of Demons           | 24 juin 2020               |                                     |                            | Angel (5-8)                                                     |
| Buffy contre les vampires / Angel, La Bouche de l'enfer | Hellmouth                | 15 juillet 2020            | La bouche de l'enfer                | 9 février 2022             | Hellmouth (complet)                                             |
| Buffy contre les vampires Tome 4                        | Frenemies                | 13 octobre 2020            | Rivales                             | 15 septembre 2021          | Buffy the Vampire Slayer (13-16)                                |
| Angel + Spike Tome 3                                    | All the Devils Are Here  | 20 octobre 2020            |                                     |                            | Angel + Spike (9-12)                                            |
| Buffy contre les vampires Tome 5                        | The Bigest Bad           | 6 avril 2021               | Le Grand méchant en chef            | 13 avril 2022              | Buffy the Vampire Slayer (17-20)                                |
| Willow                                                  | Willow                   | 11 mai 2021                |                                     |                            | Willow (complet)                                                |
| Angel + Spike Tome 4                                    | What's Done is Denied    | 16 juin 2021               |                                     |                            | Angel + Spike (13-16)                                           |
| Buffy contre les vampires Tome 6                        | Secrets of the Slayer    | 28 juillet 2021            | Les Secrets de la tueuse            | 24 août 2022               | Buffy the Vampire Slayer (21, 22) et Faith                      |
| Buffy contre les vampires Tome 7                        | The World Without Shrimp | 13 octobre 2021            | Le monde sans crevettes             | 9 novembre 2022            | Buffy the Vampire Slayer (23-26)                                |
| Buffy contre les vampires Tome 8                        | A Rainbow upon Her Head  | 26 janvier 2022            | Un arc-en-ciel au-dessus de sa tête | 7 décembre 2022            | Buffy the Vampire Slayer (27-28) et Tea Time                    |
| Buffy contre les vampires Tome 9                        | Forget Me Not            | 26 avril 2022              | Ne m'oubliez pas                    | 25 janvier 2023            | Buffy the Vampire Slayer (29-32)                                |
| Buffy contre les vampires Tome 10                       | We Are the Slayer        | 19 juillet 2022            | Ne m'oubliez pas                    | 25 janvier 2023            | Buffy the Vampire Slayer (33-34) et We Are the Slayer: Epilogue |

### Chosen Ones
Chosen Ones est un roman graphique d'anthologie en trois parties publié le 28 août 2019 aux Etats-Unis, le livre n'est pas publié en France.
- The Mission : écrit par Mairghread Scott, illustré par Ornella Savarese
- The Eating of Men : écrit et illustré par Celia Lowenthal
- Behind the Mask : écrit et illustré par Alexa Sharpe

### Every Generation
Every Generation est un roman graphique d'anthologie en trois parties publié le 3 juin 2020 aux Etats-Unis, le livre n'est pas publié en France.
- Where All Paths Lead : écrit par Nilah Magruder, illustré par Lauren Knight
- The Hilot of 1910 : écrit par Morgan Beem et Lauren Garcia, illustré par Morgan Beem
- The Sisters of Angelu : écrit et illustré par Caitlin Yarky

### The 25th Anniversary
The 25th Anniversary est un roman graphique d'anthologie en 5 parties publié le 30 mars 2022 aux Etats-Unis, le livre n'est pas publié en France.
- We Are the Slayer: Epilogue : suite et fin de Buffy the Vampire Slayer (2019) écrit par Jeremy Lambert, illustré par Claudia Balboni
- Wondrous and Surprising Magic : écrit par Lilah Strurges, illustré par Claire Roe
- Is This What I Wanted : écrit par Danny Lore, illustré par Marianna Ignazzi
- Mirrors Don't Lie : écrit par Casey Gilly, illustré par Bayleigh Underwood
- Trust the Process : écrit par Sarah Gailey, illustré par Carlos Olivares

### The Vampire Slayer
Cette série de comics se déroule dans l'un des univers alternatifs présentés dans les comics Hellmouth et fait suite au comics Trust the Process. La série n'est pas publiée en France.
- The Vampire Slayer #1 : écrit par Sarah Gailey, illustrée par Michael Shelfer, 20 avril 2022
- The Vampire Slayer #2 : écrit par Sarah Gailey et illustré par Sonia Liao, 25 mai 2022
- The Vampire Slayer #3 : écrit par Sarah Gailey, illustré par Michael Shelfer, 29 juin 2022
- The Vampire Slayer #4 : écrit par Sarah Gailey, illustré par Puste, 27 juillet 2022
- The Vampire Slayer #5 : écrit par Sarah Gailey, illustré par Sonia Liao, 31 août 2022
- The Vampire Slayer #6 : écrit par Sarah Gailey, illustré par Sonia Liao, 28 septembre 2022
- The Vampire Slayer #7 : écrit par Sarah Gailey, illustré par Sonia Liao, 26 octobre 2022
- The Vampire Slayer #8 : écrit par Sarah Gailey, illustré par Claudia Balboni, 23 novembre 2022
- The Vampire Slayer #9 : écrit par Sarah Gailey, illustré par Hannah Templer, 21 décembre 2022
- The Vampire Slayer #10 : écrit par Sarah Gailey, illustré par Hannah Templer, 18 janvier 2023
- The Vampire Slayer #11 : écrit par Sarah Gailey, illustré par Hannah Templer, 15 février 2023
- The Vampire Slayer #12 : écrit par Sarah Gailey, illustré par Hannah Templer, 15 mars 2023
- The Vampire Slayer #13 : écrit par Sarah Gailey, illustré par Kath Lobo, 19 avril 2023
- The Vampire Slayer #14 : écrit par Sarah Gailey, illustré par Kath Lobo, 17 mai 2023
- The Vampire Slayer #15 : écrit par Sarah Gailey; illustré par Kath Lobo, 21 juin 2023
- The Vampire Slayer #16 : écrit par Sarah Gailey, illustré par Kath Lobo, 19 juillet 2023

### Angel (2022)
Cette mini-série est une histoire alternative à la série Angel sans continuité avec les autres série BOOM! Studios. La série n'est pas publiée en France.
- Angel (2022) #1 : écrit par Christopher Cantwell, illustré par Daniel Bayliss et María Agustina Vallejo, 19 janvier 2022
- Angel (2022) #2 : écrit par Christopher Cantwell, illustré par Daniel Bayliss, 16 février 2022
- Angel (2022) #3 : écrit par Christopher Cantwell, illustré par Daniel Bayliss, 16 mars 2022
- Angel (2022) #4 : écrit par Christopher Cantwell, illustré par Daniel Bayliss, 13 avril 2022
- Angel (2022) #5 : écrit par Christopher Cantwell, illustré par Daniel Bayliss, 18 mai 2022
- Angel (2022) #6 : écrit par Christopher Cantwell, illustré par Daniel Bayliss, 15 juin 2022
- Angel (2022) #7 : écrit par Christopher Cantwell, illustré par Daniel Bayliss, 20 juillet 2022
- Angel (2022) #8 : écrit par Christopher Cantwell, illustré par Daniel Bayliss, 17 août 2022

### Buffy The Last Vampire Slayer
Dans un univers alternatif dans lequel la lignée des Slayers est éteinte, Buffy a aujourd'hui la cinquantaine et poursuit son combat contre les forces du mal. Plus seule que jamais, elle retrouve l'espoir lors d'une rencontre avec une jeune adolescente qui affirme être la dernière tueuse. Après le succès d'une mini-série publiée entre décembre 2021 et mars 2022, BOOM! Studios sort un numéro spécial en mars 2023 et une suite depuis août 2023.

#### Buffy the Last Vampire Slayer (2021)
- Buffy the Last Vampire Slayer, Part One : écrit par Casey Gilly, illustré par Joe Jaro, 8 décembre 2021
- Buffy the Last Vampire Slayer, Part Two : écrit par Casey Gilly, illustré par Joe Jaro, 12 janvier 2022
- Buffy the Last Vampire Slayer, Part Three : écrit par Casey Gilly, illustré par Joe Jaro, 9 février 2022
- Buffy the Last Vampire Slayer, Part Four : écrit par Casey Gilly, illustré par Joe Jaro, 9 mars 2022

#### Buffy the Last Vampire Slayer Special
- Buffy the Last Vampire Slayer : écrit par Casey Gilly, illustré par Joe Jaro, Maria Keane et Lea Caballero, 1er mars 2023

#### Buffy the Last Vampire Slayer (2023)
- Buffy the Last Vampire Slayer #1 : écrit par Casey Gilly, illustré par Oriol Roig, 2 août 2023
- Buffy the Last Vampire Slayer #2 : écrit par Casey Gilly, illustré par Oriol Roig et Nicola Izzo, 6 septembre 2023
- Buffy the Last Vampire Slayer #3 : écrit par Casey Gilly, illustré par Oriol Roig et Nicola Izzo, 4 octobre 2023
- Buffy the Last Vampire Slayer #4 : écrit par Casey Gilly, illustré par Oriol Roig et Nicola Izzo, 1er novere 2023
- Buffy the Last Vampire Slayer #5 : écrit par Casey Gilly, illustré par Oriol Roig et Nicola Izzo, 6 décembre 2023

La série n'est pas publiée en France.

### The Lost Summer
Comics écrit par Casey Gilly, illustré par Lauren Knight et publié aux Etats-Unis le 3 mai 2023.